# Том Форд (играч снукера)
Том Форд (енгл. Tom Ford; 17. август 1983) енглески је играч снукера.

## Успеси

### Рангирана финала: 3
| Исход     | Година | Турнир                     | Противник у финалу | Резултат |
| --------- | ------ | -------------------------- | ------------------ | -------- |
| Финалиста | 2016.  | Paul Hunter Classic        | Марк Селби         | 2 : 4    |
| Финалиста | 2023.  | German Masters             | Алистер Картер     | 3 : 10   |
| Финалиста | 2023.  | International Championship | Џанг Анда          | 6 : 10   |